# Old Brookville
Old Brookville és una població dels Estats Units a l'estat de Nova York. Segons el cens del 2000 tenia 2.167 habitants.

## Demografia
Segons el cens del 2000, Old Brookville tenia 2.167 habitants, 722 habitatges, i 618 famílies. La densitat de població era de 210,8 habitants per km².
Dels 722 habitatges en un 36,3% hi vivien nens de menys de 18 anys, en un 76,6% hi vivien parelles casades, en un 7,3% dones solteres, i en un 14,4% no eren unitats familiars. En l'11,2% dels habitatges hi vivien persones soles el 6% de les quals corresponia a persones de 65 anys o més que vivien soles. El nombre mitjà de persones vivint en cada habitatge era de 3 i el nombre mitjà de persones que vivien en cada família era de 3,22.
Per edats la població es repartia de la següent manera: un 25,4% tenia menys de 18 anys, un 5,5% entre 18 i 24, un 23,1% entre 25 i 44, un 30,5% de 45 a 60 i un 15,6% 65 anys o més.
L'edat mediana era de 43 anys. Per cada 100 dones de 18 o més anys hi havia 91,8 homes.
La renda mediana per habitatge era de 133.192 $ i la renda mediana per família de 155.731 $. Els homes tenien una renda mediana de 88.562 $ mentre que les dones 52.625 $. La renda per capita de la població era de 77.874 $. Entorn del 2,3% de les famílies i el 2,4% de la població estaven per davall del llindar de pobresa.